# Molochio
Molochio község (comune) Calabria régiójában, Reggio Calabria megyében.

## Fekvése
A megye központi részén fekszik. Határai: Ciminà, Cittanova, Taurianova, Terranova Sappo Minulio és Varapodio.

## Története
A 15. században alapították. A Terranova Sappo Minulió-i grófság része volt. Korabeli épületeinek nagy része az 1783-as calabriai földrengésben elpusztult. A 19. században nyerte el önállóságát, amikor a Nápolyi Királyságban felszámolták a feudalizmust.

## Népessége
A népesség számának alakulása:

## Főbb látnivalói
- San Vito-templom
- San Giuseppe-templom
- Madonna di Lourdes-templom
- Santa Maria di Merola-templom